# Föroya Bjór

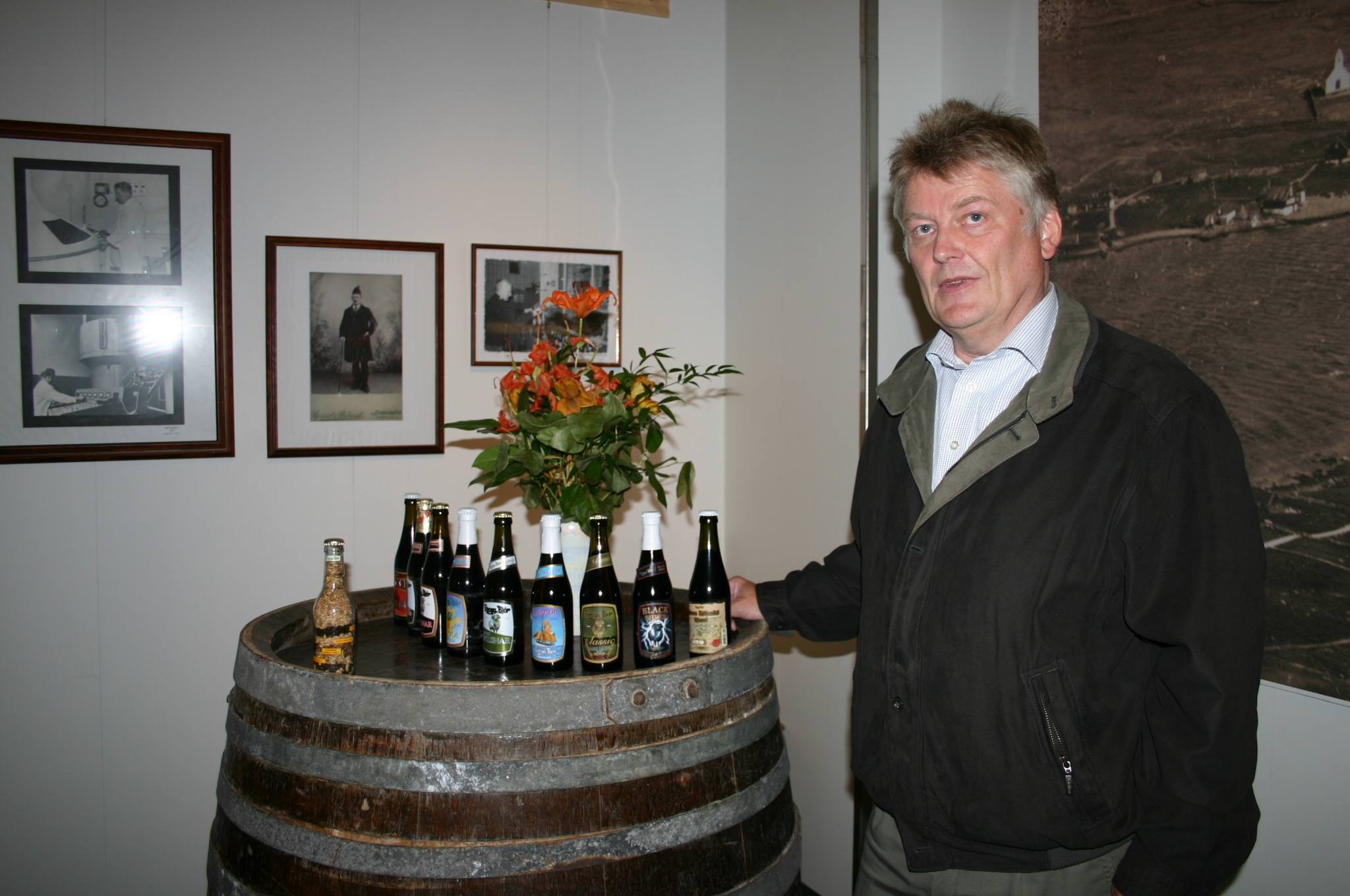
Einar Waag junior

Föroya Bjór (Markenname, in der färöischen Schriftsprache oft auch: Føroya Bjór „Bier der Färöer“) ist die größte Brauerei der Färöer und hat ihren Standort in Klaksvík.
Das Wort bjór für Bier kommt im Färöischen nur in diesem Markennamen vor. Ansonsten heißt Bier, wie in allen anderen skandinavischen Sprachen øl. Wer auf den Färöern eine/zwei/drei Flasche(n) Föroya Bjór bestellt, sagt: „eina/tvær/tríggjar øl“, wenn es keine andere Marke im Angebot gibt.
Die Brauerei wurde 1888 von Símun í Vági (1863–1935) gegründet. Símuns Sohn Einar Fróvin Waag (1894–1989) wurde Nachfolger, und nun ist es sein Sohn Einar Waag junior, der zusammen mit seinem Bruder die Firma leitet.
Föroya Bjór gibt es in elf verschiedenen Sorten, wobei die allgemein verbreitete Sorte das Leichtbier (Ljóst Pilsnar) mit 2,7 % Alkohol ist. Daneben gibt es unter anderem ein Pilsener, ein Exportbier (Gull), ein Stout (Portari), ein Lagerbier (Black Sheep) und ein Malzbier. Des Weiteren gibt es ein leichtes Lagerbier namens Rock All, das nach der Insel Rockall benannt ist.
Neben dem Biersortiment vertreibt das Unternehmen eine Cola Jolly und andere Limonaden sowie einen Cider unter der Marke Nordic Cider.
Außerhalb der Färöer gibt es Föroya Bjór nur vereinzelt, meist in Treffpunkten von Färingern in Dänemark oder seltener auch in Bars auf Island oder dem europäischen Festland. Dennoch gewinnt Föroya Bjór regelmäßig dänische Bierpreise und gilt auch unter deutschen Kennern als ein hervorragendes Bier. Das wird unter anderem mit der Qualität des färöischen Brauwassers erklärt.

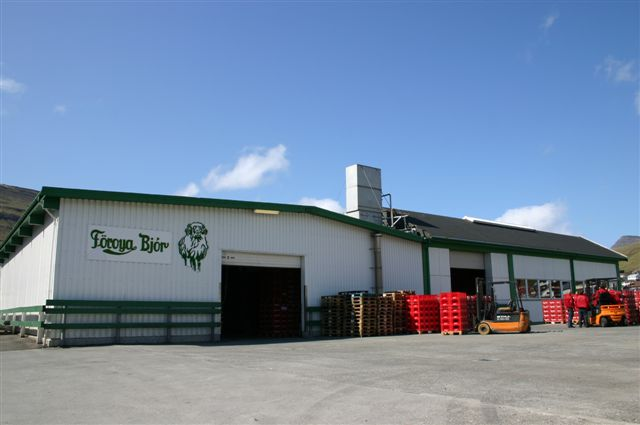
Brauerei in Klaksvík
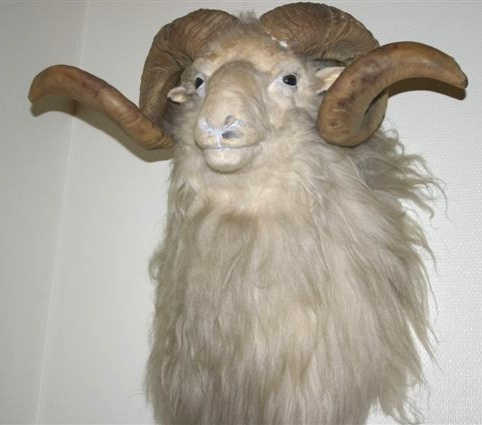
Widder, Wappentier der Brauerei
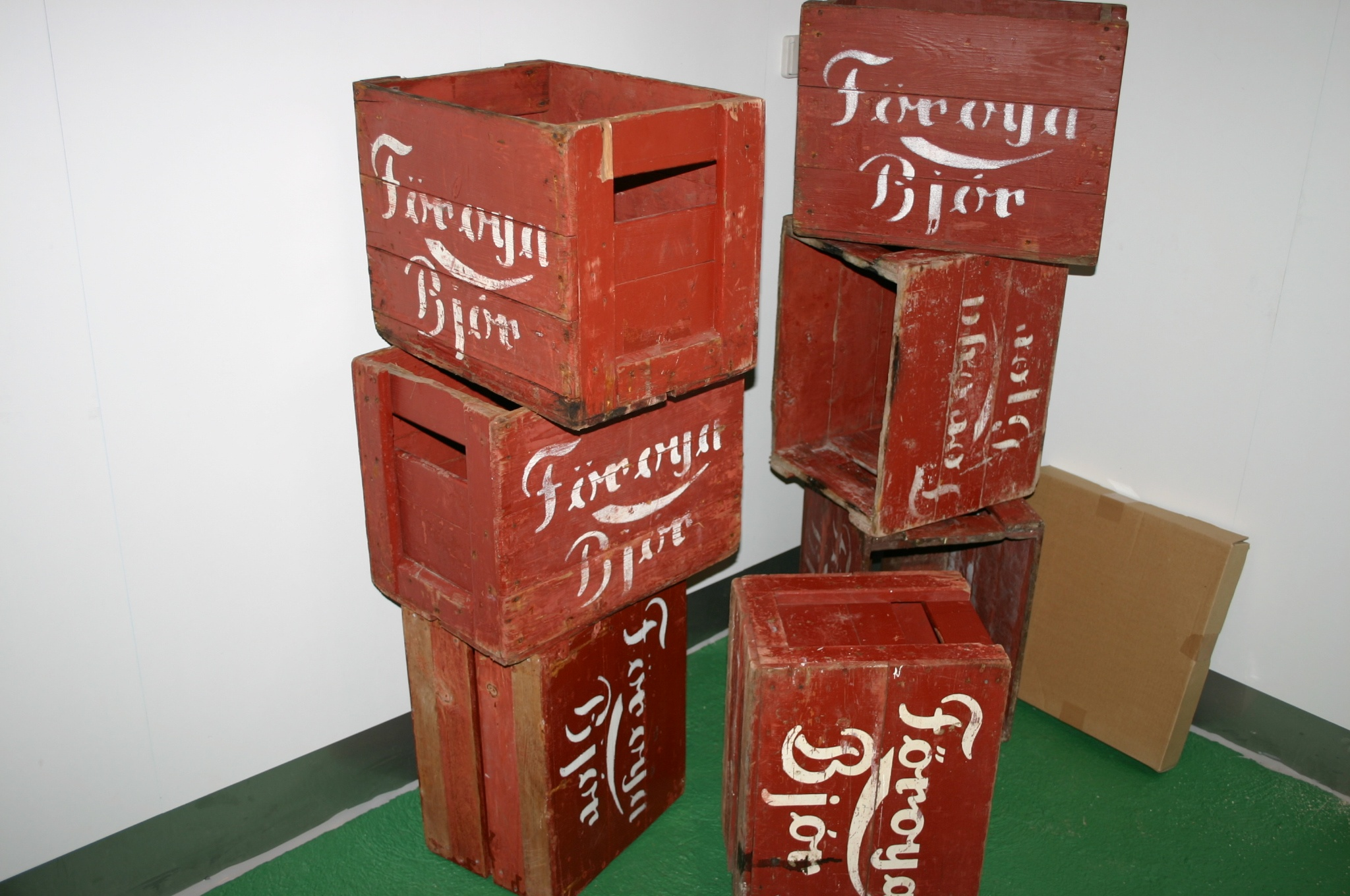
Alte Bierkisten
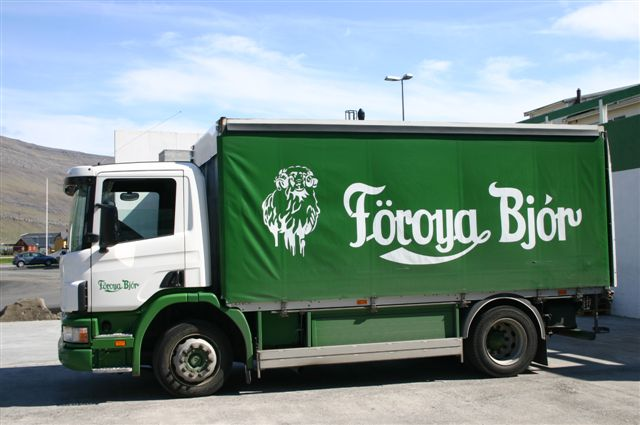
Brauereiwagen